# Emilio Insolera
Emilio Insolera (n. 29 ianuarie 1979, Buenos Aires, Argentina) este un actor și producător italian, cunoscut pentru Sign Gene: The First Deaf Superheroes (2017). În septembrie 2019, s-a anunțat că Insolera s-a alăturat filmului de spionaj al Universal Pictures The 355 al scriitorului și producătorului X-Men Simon Kinberg alături de Jessica Chastain, Penélope Cruz și Sebastian Stan.